# Vriesea leucophylla
Vriesea leucophylla är en gräsväxtart som beskrevs av Lyman Bradford Smith. Vriesea leucophylla ingår i släktet Vriesea och familjen Bromeliaceae. Inga underarter finns listade i Catalogue of Life.